# پی‌اس‌ای اینترنشنال
پی‌اس‌ای اینترنشنال (انگلیسی: PSA International) شرکت ترابری سنگاپوری است، که در سال ۱۹۶۴ تأسیس شد.